# 毛垂序珍珠茅
毛垂序珍珠茅（学名：Scleria onoei var. pubigera）为莎草科珍珠茅属下的一个变种。

## 扩展阅读
- 維基物種上的相關：毛垂序珍珠茅